# Cathédrale de l'Église-du-Christ de Vancouver
Cet article concerne la cathédrale anglicane de Vancouver. Pour la cathédrale catholique, voir Cathédrale du Saint-Rosaire.
La cathédrale de l'Église-du-Christ (en anglais : Christ Church Cathedral) est une cathédrale anglicane située dans la ville de Vancouver, en Colombie-Britannique, à l'ouest du Canada. Elle est le siège du diocèse anglican de New Westminster (en).
Elle est située au 690 Burrard Street, à l'angle de West Georgia Street et de Burrard Street, juste à côté du Fairmont Hôtel.

## Histoire
Le 14 février 1889, un comité de construction est formé pour recueillir les fonds nécessaires à la construction de l'église.  En octobre 1889, le sous-sol est construit et le 6 octobre, le service d'ouverture a lieu pour 52 paroissiens. En raison d'une menace de démolition, un plan de financement est élaboré pour terminer la construction. La première pierre est finalement posée le 28 juillet 1894 et l'église est consacrée le 17 février 1895. Elle est construite dans le style gothique avec un plafond en planches de cèdre, des poutres de plafond et un plancher construit en sapin de Douglas. 
En 1929, l'archevêque de New Westminster constitue l'église comme cathédrale du diocèse.
Menacé à nouveau de démolition en 1976, la cathédrale, après de nombreuses pressions, est classée bâtiment patrimonial dans la municipalité de Vancouver et la province de la Colombie-Britannique.

## Galerie

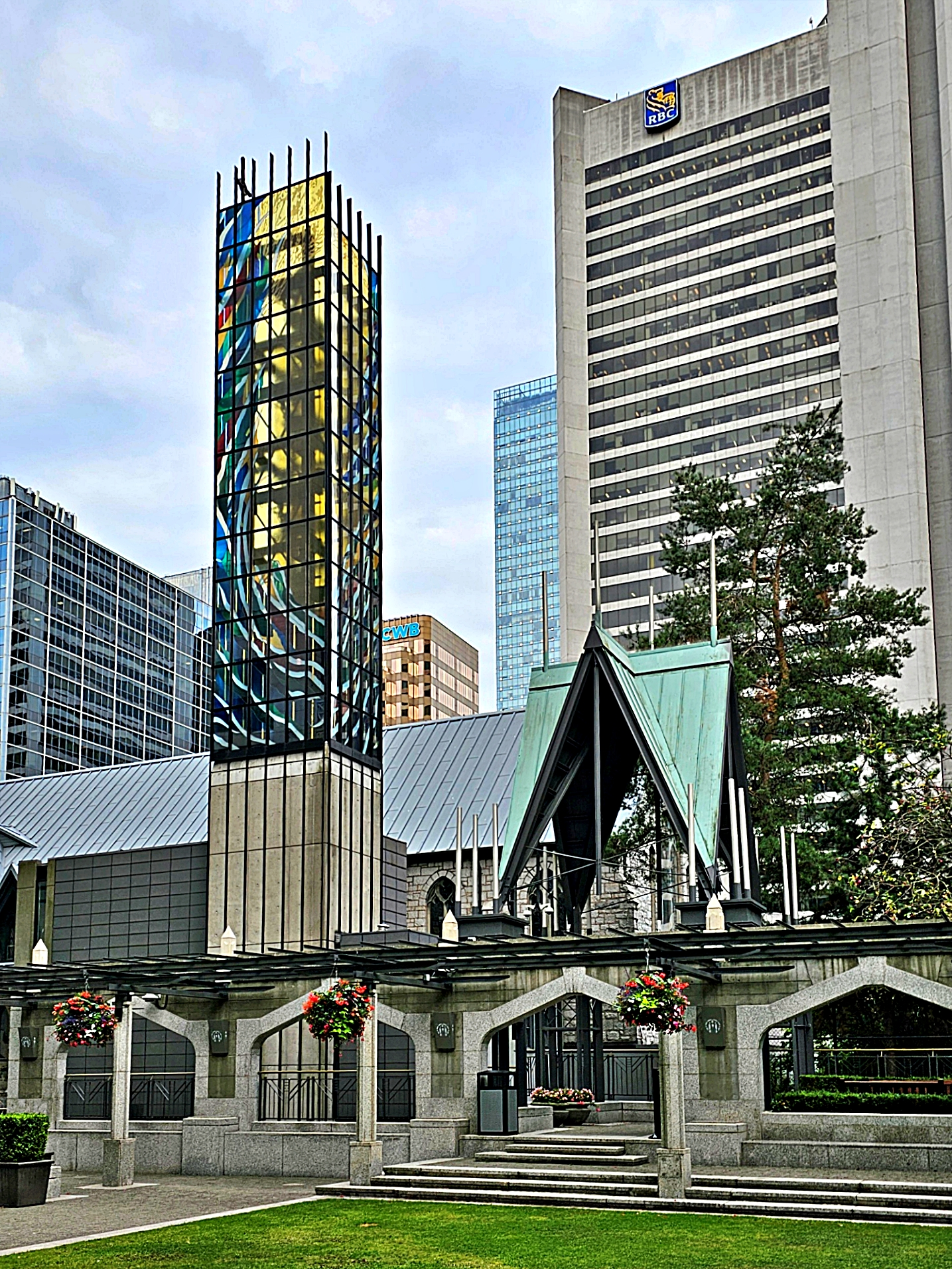
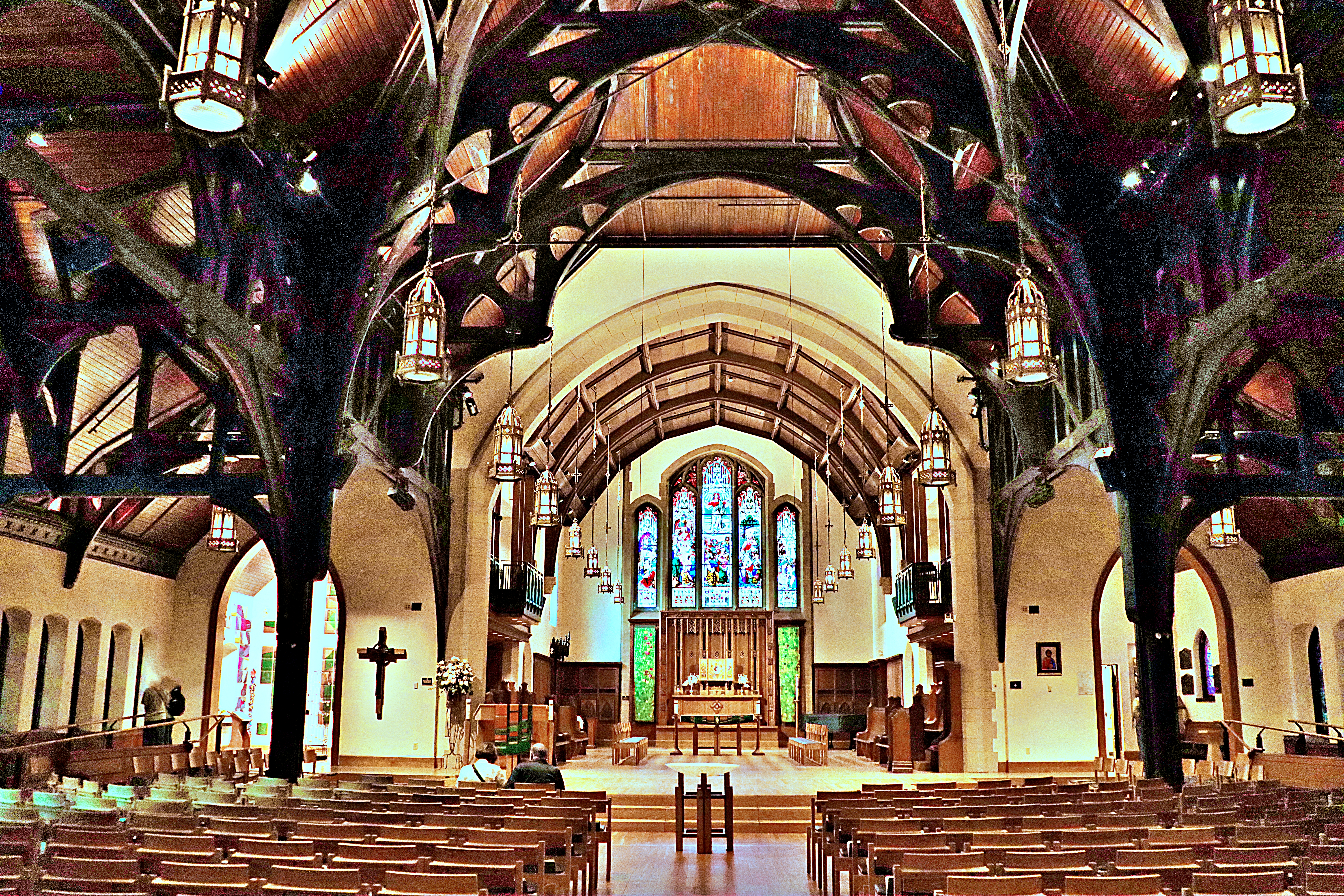
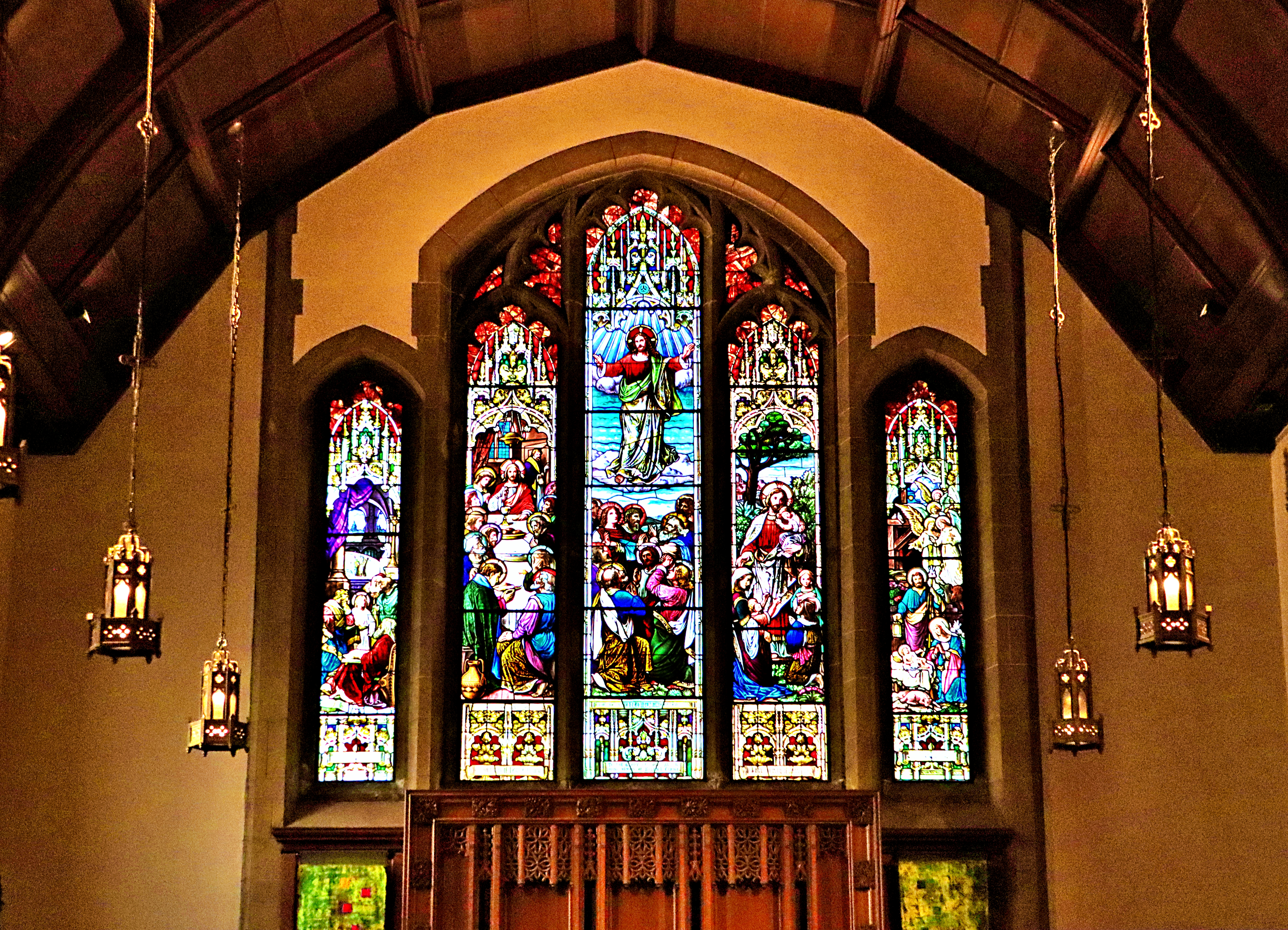
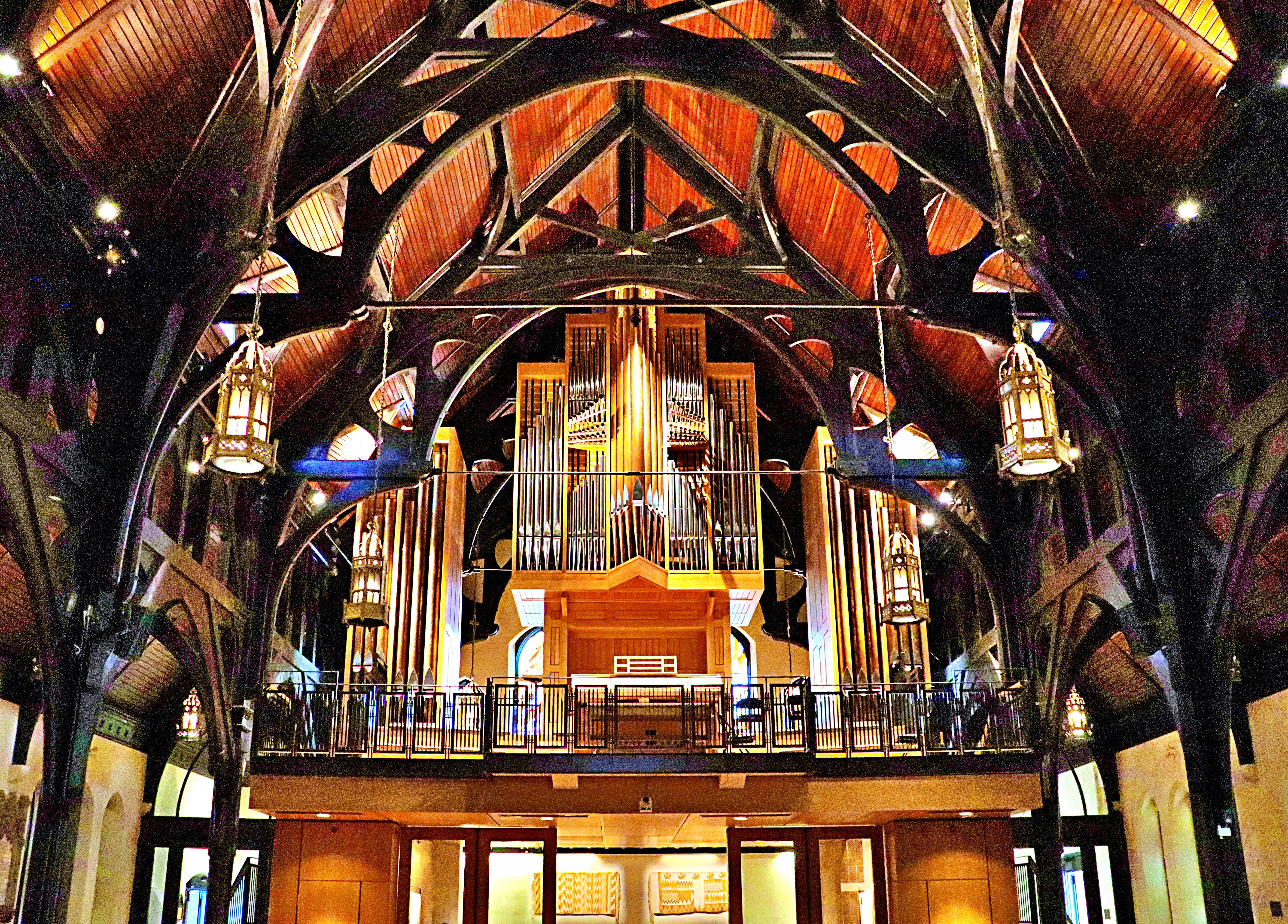
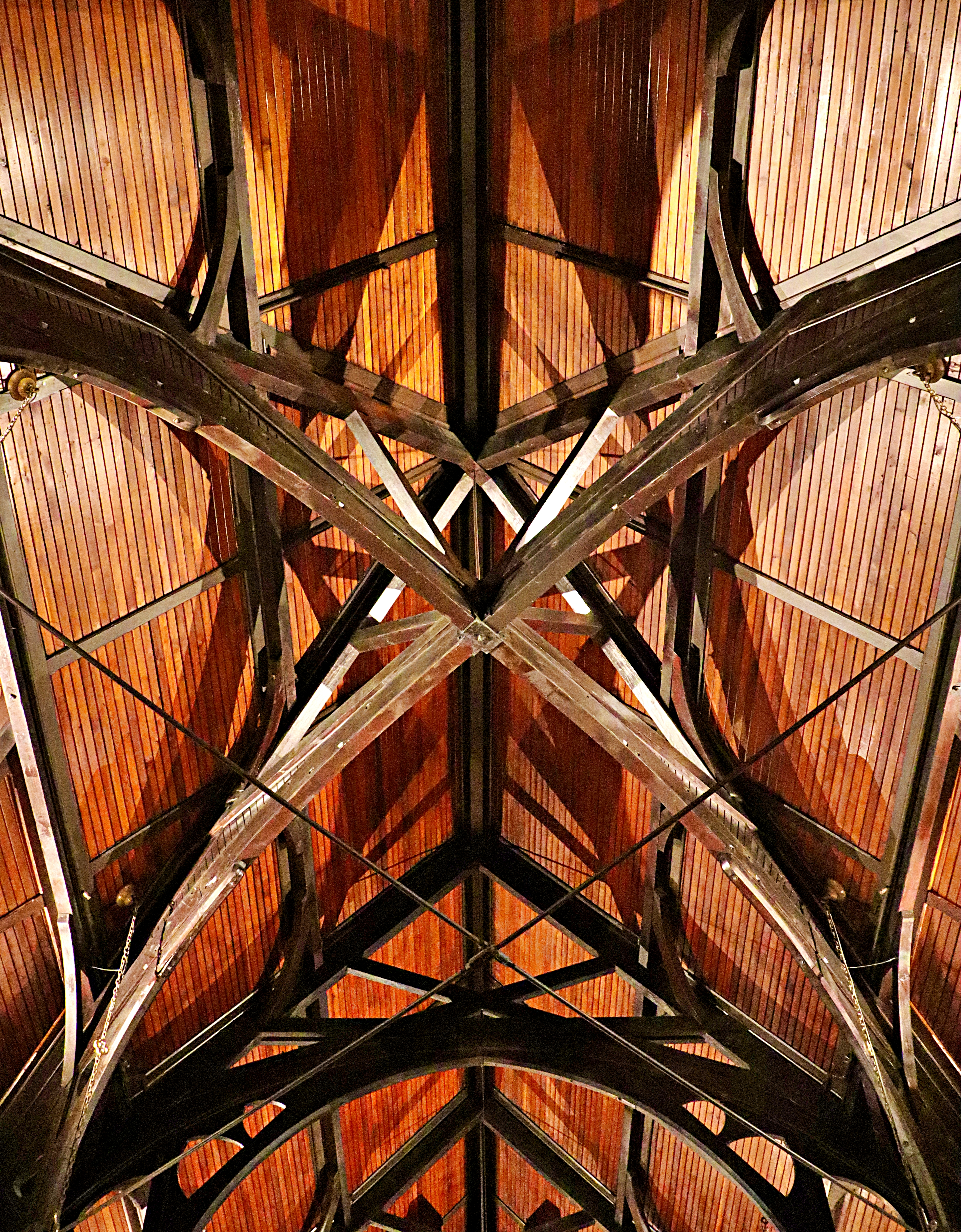

## Source
- (en) Cet article est partiellement ou en totalité issu de l’article de Wikipédia en anglais intitulé « Christ Church Cathedral (Vancouver) » (voir la liste des auteurs).